# Domingo Faustino Sarmiento
Pour les articles homonymes, voir Sarmiento.
Domingo Faustino Sarmiento (San Juan, 1811 ― Asuncion, 1888) était un militant, intellectuel, écrivain, militaire et homme d’État argentin, et le septième président de la République argentine. Ses écrits couvrent un large éventail de genres et de thèmes, allant du journalisme à l’autobiographie, et de la philosophie politique à l’historiographie. Il faisait partie d’un groupe d’intellectuels, connu sous l’appellation Génération de 1837, qui eut une grande influence sur l’Argentine du XIXe siècle. Mais c’est aux questions d’instruction publique que Sarmiento lui-même s’intéressait au premier chef, à telle enseigne qu'on le surnomme parfois le maître d’école de l’Amérique latine. Comme écrivain, son influence fut également considérable sur la littérature de cette partie méridionale de l’Amérique du Sud.
Sarmiento grandit dans une famille peu fortunée, mais instruite et politiquement engagée, qui lui prépara ainsi la voie à son action future. De 1843 à 1850, il se trouva souvent en exil, et ses écrits virent le jour tant en Argentine qu’au Chili voisin. Son chef-d’œuvre est l’épopée biographique Facundo, long réquisitoire contre le dictateur Juan Manuel de Rosas, que Sarmiento rédigea pendant son exil au Chili, tandis qu’il collaborait au journal El Progreso. Au-delà de ses qualités littéraires, le livre témoigne aussi des efforts menés par son auteur contre les dictatures et de l’énergie qu’il mit à les combattre, spécialement celle de Rosas ; tout en exposant la vie du redoutable caudillo, l’ouvrage s’applique à analyser les maux dont souffrait la jeune société argentine après l’indépendance et à cet effet met en opposition, d’une part, la « civilisation », incarnée par l’Europe des Lumières, soucieuse, à ses yeux, de démocratie, de services sociaux et de rationalisme, et par la capitale Buenos Aires, où œuvrent les unitaires, partisans d’une démocratie d’orientation européenne, libérale, parlementaire, à gouvernement fortement centralisé, et d’autre part, la « barbarie » des normes régnant dans les campagnes reculées, où règnent les caudillos, rudes potentats de l’Argentine du XIXe siècle, appuyés par leurs montoneras (troupes de gauchos). Quoique cette dichotomie ne rende compte que médiocrement de la réalité historique, cet ouvrage, mélange de réflexions sociologiques, historiques et psychologiques, et de descriptions de paysages et de mœurs, constitue un des points culminants de la littérature latino-américaine du XIXe siècle.
Durant sa présidence de l’Argentine entre 1868 et 1874, Sarmiento se fit l'avocat infatigable de la rationalité et de l’instruction publique — impliquant la scolarisation des enfants et la formation des femmes — et de la démocratie pour l’Amérique latine. Il mit à profit son mandat pour développer et moderniser le réseau ferroviaire, le système postal, et d’autres infrastructures, et pour mettre en place un vaste système éducatif fondé sur le principe de laïcité, avec notamment la création de 800 écoles primaires et une augmentation de la population scolaire de 30 000 à 110 000 élèves. Il assuma pendant de longues années des fonctions ministérielles et diplomatiques tant au niveau fédéral qu’à celui des États fédérés, ce qui le conduisit à voyager à l’étranger et à étudier d’autres systèmes éducatifs.
Il est aujourd’hui une figure respectée, tant comme homme de lettres que comme innovateur politique.

## Années de jeunesse et influences

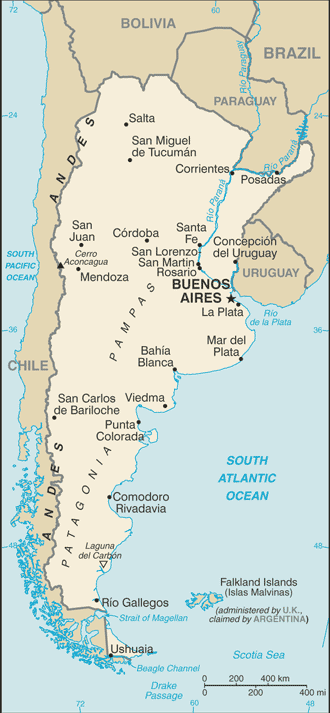
Carte de l’Argentine actuelle, figurant quelques-uns des lieux importants dans la vie de Sarmiento, not. San Juan (à l’ouest) et Buenos Aires.

Sarmiento naquit à Carrascal, faubourg pauvre de San Juan le 15 février 1811, d’un père, José Clemente Quiroga Sarmiento y Funes, qui avait été combattant dans les guerres d’indépendance, chargé notamment de ramener les prisonniers de guerre vers San Juan, et d’une mère, Doña Paula Zoila de Albarracín e Irrázabal, femme très pieuse, qui avait très jeune perdu son père, lequel ne lui avait laissé que fort peu pour subsister, et qui en conséquence se mit à tisser et à vendre ses productions afin de financer la construction de sa propre maison. José et Paula, mariés en septembre 1801, eurent quinze enfants, dont neuf moururent en bas âge, Domingo étant le seul fils à survivre jusqu’à l’âge adulte. Sarmiento fut fortement influencé par ses parents ― par sa mère, qui s’acharnait au travail, et par son père, qui racontait des histoires empreintes de patriotisme et de la nécessité de servir son pays, ce en quoi Sarmiento croyait fermement. Sarmiento lui-même s’exprima ainsi sur ces années :

« Je suis né dans une famille qui a vécu pendant de longues années dans la médiocrité frôlant la déchéance, et qui, jusqu’à ce jour, est pauvre dans tous les sens du mot. Mon père est un homme bon, dont la vie n’a rien de remarquable, hormis le fait d’avoir servi, dans une position de simple exécutant, dans la guerre d’indépendance... Ma mère est la vraie figure chrétienne dans le sens le plus pur ; pour elle, la foi en la Providence était toujours la solution aux difficultés de Sarmiento. »

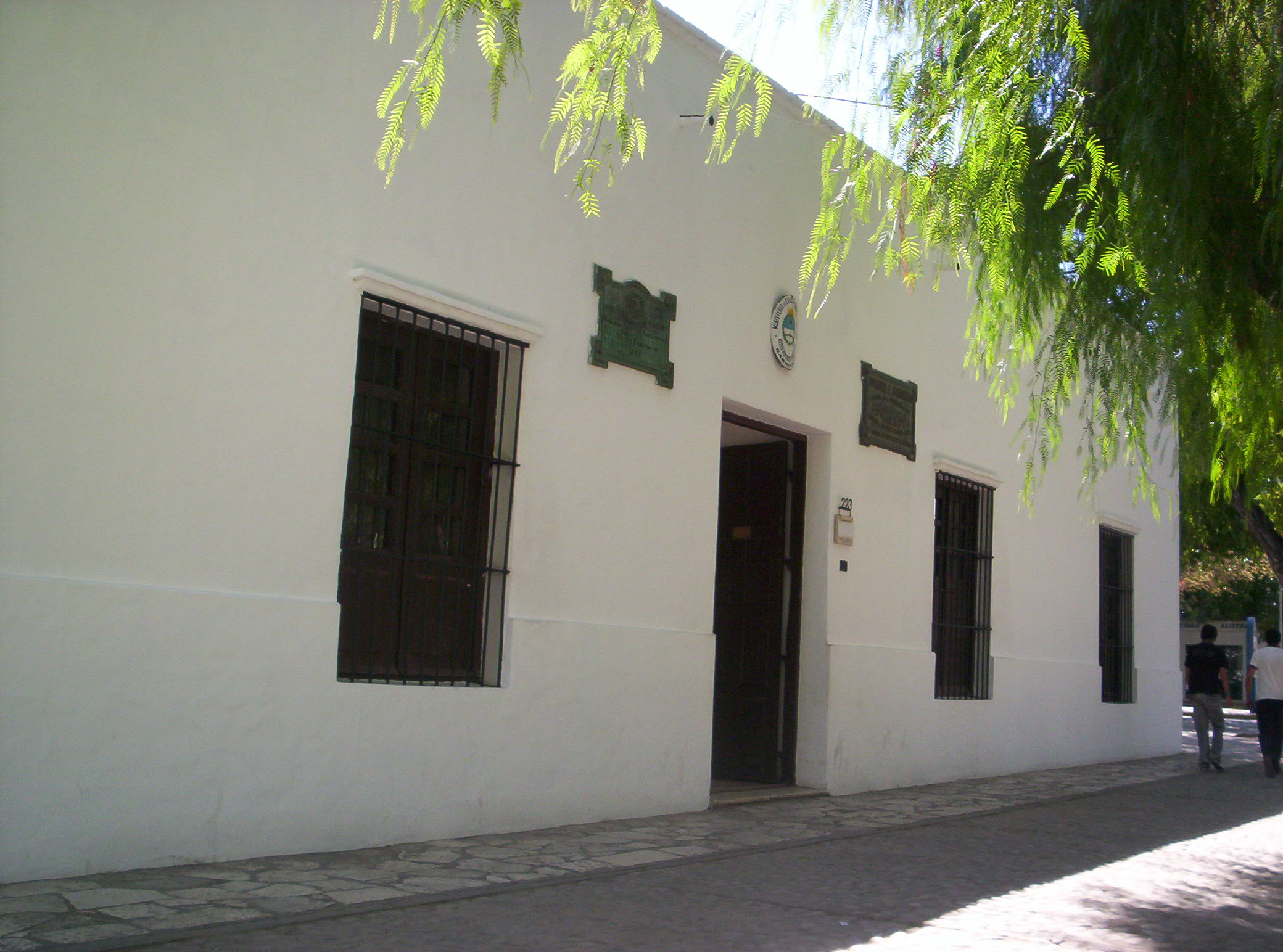
Maison natale de Sarmiento à San Juan.

À l’âge de quatre ans, Sarmiento apprit à lire par son père et par son oncle José Eufrasio Quiroga Sarmiento, qui devait plus tard devenir l’évêque de la région de Cuyo. Un autre oncle qui l’influença dans sa jeunesse était Domingo de Oro, figure notable dans la jeune république argentine, qui contribua à porter au pouvoir Juan Manuel de Rosas. Quoique Sarmiento ne fît pas siennes les conceptions politiques et religieuses de De Oro, il lui était redevable d’apprécier la valeur de l’intégrité et de l’honnêteté intellectuelles. Il développa son érudition et son habileté oratoire, qualités pour lesquelles De Oro était réputé,.
En 1816, à l’âge de cinq ans, Sarmiento commença à fréquenter l’école primaire dite La Escuela de la Patria (l’École de la Patrie). Bon élève, il se vit décerner par l’école le titre de Premier Citoyen (Primer Ciudadano). Ses études primaires achevées, sa mère voulut l’envoyer à Córdoba pour en faire un prêtre. Il passa ainsi une année à étudier la Bible et, encore enfant, assista son oncle lors des offices religieux, mais la religion et l’école eurent tôt fait de l’ennuyer et il alla rejoindre un groupe d’enfants récalcitrants. En 1821, son père l’emmena au séminaire de Loreto à Córdoba, mais, pour des raisons inconnues, Sarmiento n’entra pas au séminaire, et revint avec son père à San Juan. En 1823, le ministre d’État Bernardino Rivadavia annonça que les six meilleurs élèves de chaque État seraient désignés pour faire des études supérieures à Buenos Aires. Sarmiento était en tête de liste à San Juan, mais il fut alors annoncé que seuls dix élèves au total bénéficieraient de la bourse. Le choix s’opéra par tirage au sort, et Sarmiento ne fit pas partie des heureux bénéficiaires. Il dut alors se résigner à travailler comme assistant à l'Office de Topographie de San Juan.

## Toile de fond politique et départs en exil

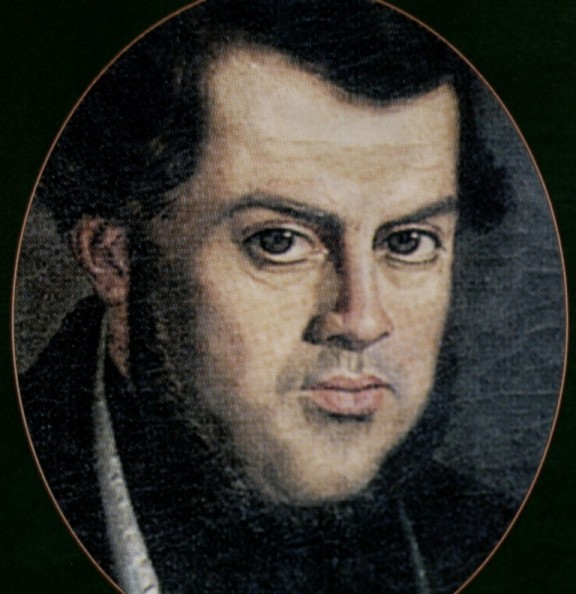
Portrait de Sarmiento à l’époque de son exil chilien.

En 1826, une assemblée élut Bernardino Rivadavia président des Provinces-Unies du Río de la Plata. Cet acte, ayant suscité l’ire des provinces, fut à l'origine de la guerre civile. S’y affrontaient deux camps opposés : d’une part le parti unitaire, composé de partisans riches et instruits, pour la plupart établis à Buenos Aires, dont ultérieurement Sarmiento lui-même, et qui était pro-nord-américain ; et d’autre part les fédéralistes, favorables à une fédération plus lâche laissant davantage d’autonomie aux différentes provinces, qui tendaient à rejeter les mœurs européennes, avaient leur base principalement dans les zones rurales et comptaient dans leurs rangs des figures telles que Juan Manuel de Rosas et Juan Facundo Quiroga.
L’opinion au sein du gouvernement Rivadavia était divisée entre ces deux idéologies. Pour les unitaires comme Sarmiento, la présidence de Rivadavia était une expérience positive. Il fonda une université dont les chaires étaient occupées par des Européens et établit un programme d’instruction publique pour les enfants masculins en zone rurale. Il apporta son soutien à des troupes de théâtre et d’opéra, à des maisons d’édition et à un musée. Ces contributions, si elles furent considérées par les unitaires comme des actions propres à civiliser le pays, avaient toutefois pour effet de courroucer le camp fédéraliste. Les ouvriers virent leurs salaires plafonnés par le gouvernement, et les gauchos furent arrêtés par Rivadavia pour vagabondage et contraints de travailler dans des chantiers publics, en général sans rémunération.
En 1827, le pouvoir des unitaires était de plus en plus contesté par les forces fédéralistes. Après la démission de Rivadavia, Manuel Dorrego fut installé comme gouverneur de la province de Buenos Aires. Il fit promptement la paix avec le Brésil, mais, de retour en Argentine, fut renversé et exécuté par ses propres troupes. Le général unitaire Juan Lavalle prit sa place. Lavalle cependant ne put se maintenir au pouvoir longtemps : il fut bientôt renversé à son tour par des milices principalement composées de gauchos et menées par Rosas et Estanislao López. À la fin de 1829, l’ancienne assemblée législative que Lavalle avait dissoute était de nouveau en place et désigna Rosas gouverneur de Buenos Aires.
En 1827, l’oncle de Sarmiento, José de Oro, qui avait combattu à la bataille de Chacabuco sous le général San Martín, fut forcé, en raison de ses activités militaires, de quitter San Juan pour San Francisco del Monte, dans la province voisine de San Luis, et Sarmiento l’y accompagna. Il passa beaucoup de temps à apprendre avec son oncle et commença même à enseigner dans une petite école des Andes. Plus tard cette même année, sa mère lui écrivit, demandant qu’il voulût rentrer. Sarmiento refusa, à quoi son père répliqua qu’il viendrait le chercher, puisqu’il avait réussi à persuader le gouverneur de San Juan d’envoyer Sarmiento à Buenos Aires pour y faire des études au Collège des Sciences morales.
Peu après son retour, la guerre civile fit irruption dans la province de San Juan et Facundo Quiroga envahit la ville natale de Sarmiento. L’historien William Katra décrivit comme suit cette « expérience traumatisante » :
À l’âge de seize ans, comme il se trouvait devant le magasin qu’il gardait, il put observer l’entrée dans San Juan de Facundo Quiroga et de ses quelque 600 cavaliers montonera. Ils constituaient une présence inquiétante (…). Cette vision, avec toutes ses associations abondamment négatives, laissa une empreinte indélébile dans sa conscience naissante. Pour le jeune homme impressionnable, l’ascension de Quiroga à un rôle de décideur politique dans les affaires de la province s’apparentait au viol de la société civilisée par le mal incarné.
Empêché, en raison de la tourmente politique, de fréquenter les cours à Buenos Aires, Sarmiento résolut de combattre Quiroga et rallia l’armée unitaire comme combattant. Après que Quiroga se fut finalement emparé de San Juan à l’issue de la bataille de Pilar, Sarmiento fut assigné à résidence,, mais, remis en liberté, alla rejoindre les forces du général Paz, figure centrale du camp unitaire.

### Premier exil au Chili
Bientôt, les combats et la guerre reprirent, et Quiroga vainquit un à un les principaux alliés du général Paz, y compris le gouverneur de San Juan, contraignant Sarmiento à fuir pour le Chili en 1831. Il ne devait plus retourner en Argentine pendant cinq ans. À cette époque, le Chili était réputé pour sa bonne gestion publique, pour ses institutions politiques et pour la liberté, alors rare, de critiquer le gouvernement. Aux yeux de Sarmiento, le Chili connaissait « la sécurité de la propriété, la pérennité de l’ordre, et, s’ajoutant à ces deux conditions, l’amour du travail et l’esprit d’entreprise qui permettent l’accroissement de la richesse et la prospérité ».
Empressé d’exercer sa liberté d'expression, Sarmiento se mit à rédiger des commentaires politiques. En plus d'écrire, il commença aussi à enseigner dans la ville chilienne de Los Andes. Cependant, sa façon innovante d’enseigner le mit en conflit avec le gouverneur de la province ; il répliqua en fondant sa propre école à Pocuro, petit village à peu de distance de Los Andes. Dans le même temps, il s’éprit d’une femme et eut avec elle une fille illégitime nommée Ana Faustina, qui devait à son tour donner naissance à Augusto Belín, et que Sarmiento ne reconnut que lorsqu’elle eut résolu de se marier.

### San Juan; deuxième et troisième exil au Chili

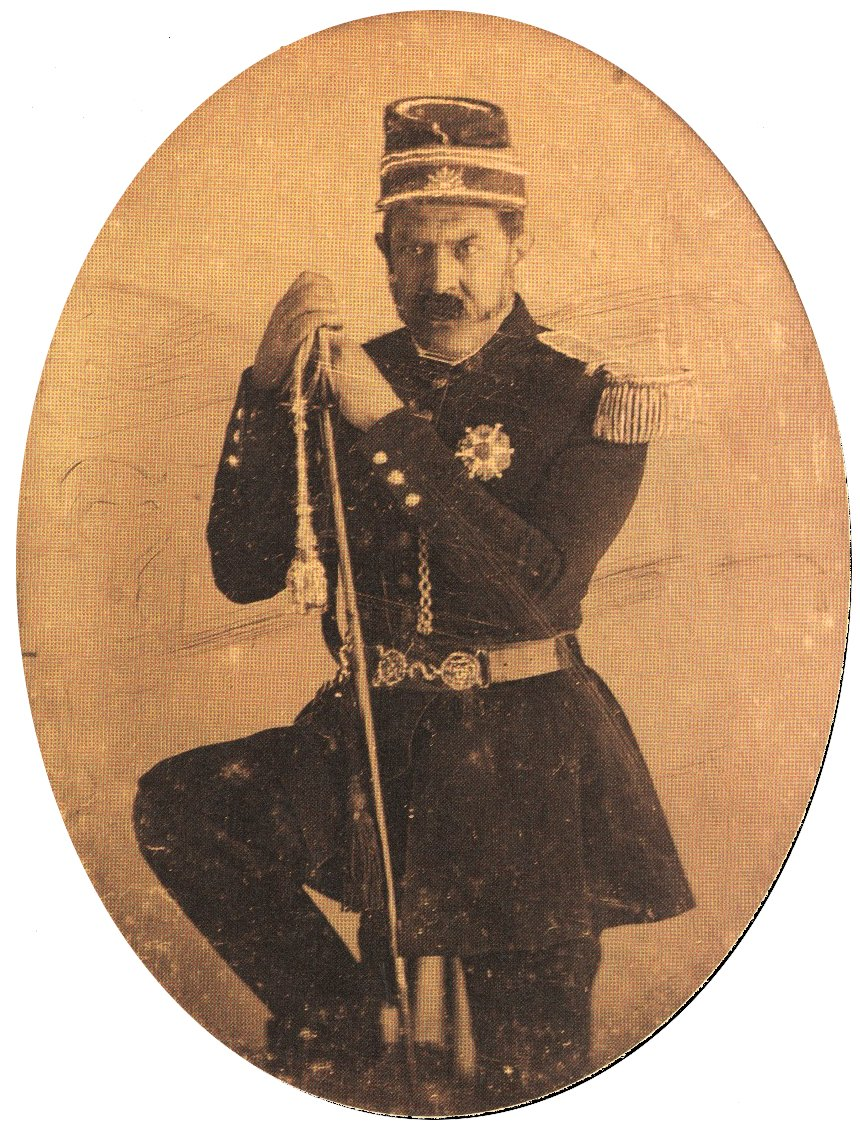
Daguerréotype de Sarmiento en 1852 après la bataille de Caseros (auteur inconnu).

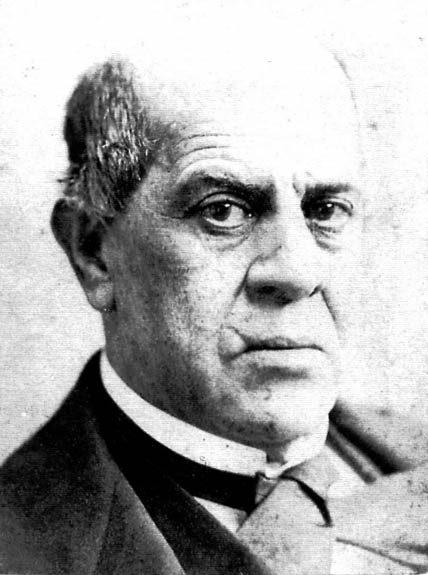
Portrait de Sarmiento.

En 1836, Sarmiento revint à San Juan, gravement malade de la fièvre typhoïde ; sa famille et ses amis le crurent condamné, mais il se rétablit et fonda une revue anti-fédéraliste intitulée El Zonda. Le gouvernement de San Juan n’apprécia guère les critiques de Sarmiento et censura la revue en imposant sur l’achat de chaque exemplaire une taxe rédhibitoire, et contraignant ainsi Sarmiento de faire cesser la publication du magazine en 1840. Au même moment, il fonda une école secondaire préparatoire pour jeunes filles, dénommée Colegio de Pensionistas de Santa Rosa. Il déploya en outre une intense activité artistique, créant une société littéraire (la Sociedad Literaria, 1838), s’affiliant à la Sociedad Dramática Filarmónica et entretenant des contacts avec le groupe Generación del 37. Ce dernier groupe, fondé en 1837 et composé de littérateurs activistes tels que Esteban Echeverría, Juan Bautista Alberdi et Bartolomé Mitre, s’efforçait, dans la période allant des années 1830 aux années 1880, de provoquer, au moyen de l’agitation politique, des changements de société dans le sens du républicanisme, du libre échange, de la liberté d’expression et du progrès matériel. Quoique le groupe fût implanté à San Juan, Sarmiento n’eut aucune part à sa fondation initiale, mais, après avoir écrit à Alberdi en 1838 pour obtenir son avis, il en devint au fil du temps un des plus fervents appuis.
En 1840, à la suite de son arrestation et face aux accusations de conspiration portées contre lui, Sarmiento fut à nouveau forcé de s’exiler au Chili. C’est en route vers le Chili qu’il traça, dans une gorge du Zonda, près du lieu Los Baños de Zonda, le fameux graffiti « On ne tue point les idées »,, phrase qu’il placera ultérieurement en exergue de son livre Facundo. Une fois de l’autre côté des Andes, il se mit en 1841 à écrire pour le quotidien de Valparaíso El Mercurio, tout en travaillant en même temps comme éditeur pour le compte de la Crónica Contemporánea de Latino América. En 1842, Sarmiento fut nommé directeur de la première école normale d’Amérique du Sud, l'École de précepteurs de Santiago, et fonda cette même année encore le quotidien El Progreso. C’est à cette époque qu’il fit transférer sa famille de San Juan vers le Chili. En 1843, il publia Mi Defensa, tout en poursuivant son activité d’enseignant et en proposant une réforme de l'orthographe de l'espagnol, qui inspire la réforme orthographique chilienne promulguée en 1844. En mai 1845, El Progreso entama la publication en feuilleton de la première édition de son célèbre ouvrage Facundo, et en juillet, Facundo parut en volume.
Entre 1845 et 1847, Sarmiento voyagea en Uruguay, au Brésil, en France, en Espagne, en Algérie, en Italie, en Arménie, en Suisse, en Angleterre, au Canada, à Cuba et aux États-Unis à l’effet d’examiner les différents systèmes d'enseignement, les niveaux d’instruction et l'état des communications. Il tira de ces voyages la matière de son livre Viajes por Europa, África, y América, qui parut en 1849.
En 1848, Sarmiento partit volontairement pour le Chili une nouvelle fois. Cette même année, il fit la rencontre de la veuve Benita Martínez Pastoriza, et l’épousa, en adoptant son fils, Domingo Fidel, dit Dominguito, lequel sera tué au combat en 1866 comme soldat dans la Guerre de la Triple-Alliance, lors de la bataille de Curupaytí. Poursuivant la mise en œuvre de son idéal de la liberté de la presse, Sarmiento lança deux nouvelles revues, intitulées La Tribuna et La Crónica, qui attaquaient vigoureusement Manuel de Rosas. Ses essais rédigés pendant ce séjour au Chili visaient de même avec une violence accrue Juan Manuel de Rosas. Le gouvernement argentin réagit en tentant d’obtenir l’extradition de Sarmiento du Chili vers l’Argentine, ce que déclinèrent les autorités chiliennes.
En 1850, il fit paraître coup sur coup Argirópolis et Recuerdos de Provincia (Souvenirs de province). Après que le régime de Rosas eut finalement été renversé en 1852, Sarmiento s’impliqua dans la discussion sur la nouvelle constitution du pays.

### Retour en Argentine

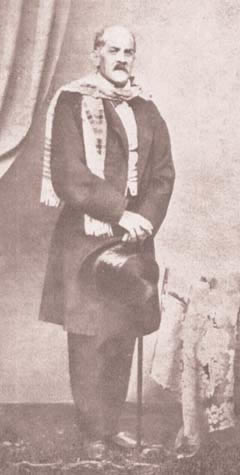
Sarmiento comme gouverneur de San Juan.

En 1854, Sarmiento fit une brève visite à la ville de Mendoza, située juste de l’autre côté de la frontière, dans l’ouest de l’Argentine, mais fut arrêté et emprisonné. Remis en liberté, il retourna au Chili. Mais en 1855, il résolut de mettre un terme à ce qui lui apparaissait dorénavant comme un exil « imposé à lui-même par lui-même » au Chili : il fit son entrée à Buenos Aires, pour devenir peu après rédacteur en chef du quotidien El Nacional. Il fut désigné conseiller communal en 1856, et siégea au sénat provincial entre 1857 et 1861.
Ce fut en 1861, peu après que Bartolomé Mitre fut devenu président de la république argentine, que Sarmiento quitta Buenos Aires et retourna à San Juan, où il fut élu gouverneur, mandat qu’il assuma à partir de 1862. C’est dans le cadre de ce mandat qu’il fit adopter la loi statutaire sur l’instruction publique, rendant obligatoire pour les enfants la fréquentation de l’école primaire, et prévoyant l’ouverture d’une série d’institutions, y compris des écoles secondaires, des écoles militaires et une école de filles. Pendant son mandat de gouverneur, il fit construire des routes et d’autres infrastructures, fit ériger des bâtiments publics et des hôpitaux, encouragea l’agriculture et permit à l’industrie minière de se développer en Argentine. Il reprit par ailleurs son activité d’éditeur de El Zonda. En 1863, Sarmiento s’opposa au pouvoir du caudillo de La Rioja et se trouva en conflit avec Guillermo Rawson, ministre de l’Intérieur du gouvernement du général Mitre. Sarmiento se démit comme gouverneur de San Juan, mais échoua en 1864 à accéder au poste de président de la république d’Argentine face à son adversaire le général Mitre. En revanche, il se vit confier la charge de ministre plénipotentiaire aux États-Unis, où il fut envoyé en 1865, peu après l’assassinat du président Abraham Lincoln. Touché par le parcours de Lincoln, Sarmiento vint alors à écrire son livre Vida de Lincoln. Ce fut également au cours de ce voyage qu’il se vit décerner un doctorat honoris causa de l’université du Michigan. Un buste le représentant se trouve toujours dans le bâtiment des Langues modernes, de même qu’une statue à l’Université Brown. Pendant ce même voyage encore, il fut sollicité de se porter une nouvelle fois candidat à la présidence. Il sortit gagnant cette fois, et prit ses fonctions le 12 octobre 1868.

## Président de la République argentine

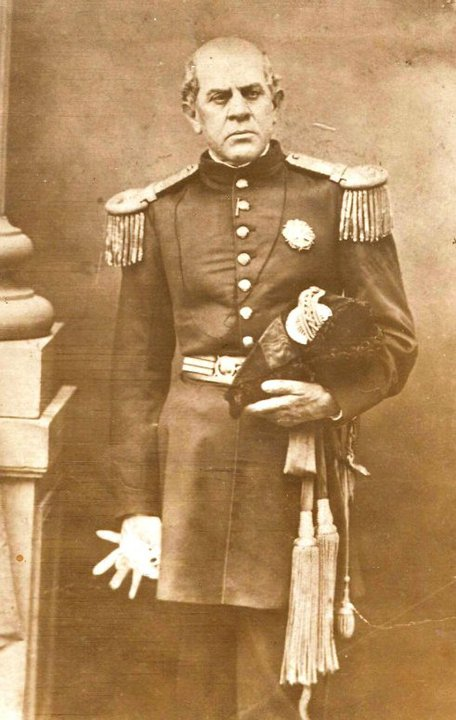
Sarmiento visitant l’Exposition universelle de Paris en 1867.

À l’initiative du colonel Lucio V. Mansilla, un groupe de personnalités politiques du pays mit en avant et appuya la candidature de Sarmiento à la présidence de la Nation argentine. Alors qu’il se trouvait aux États-Unis, Sarmiento fut élu président aux élections nationales d’avril 1868 et entra en fonction le 12 octobre 1868.
La présidence de Sarmiento était la deuxième de la série des présidences dites historiques de l’Argentine, c’est-à-dire celles qui furent fondatrices de l’Argentine politique moderne, Sarmiento ayant en effet œuvré pour la réalisation de ces trois objectifs politiques : la nation, la constitution et la liberté — la nation devant s’entendre comme l’union définitive des provinces argentines en une entité supérieure aux parties qui la composent ; la constitution, comme la base des droits de la personne et du pouvoir politique ; et la liberté, comme principe du libéralisme, capable de conduire à la « civilisation » et de repousser la « barbarie ».
Deux jours après l’investiture présidentielle, le Congrès se réunit pour une brève session extraordinaire, lors de laquelle fut approuvé le budget de l’année suivante, lequel, afin de financer la poursuite de la guerre de la Triple-Alliance, comportait un crédit de quatre millions de pesos et une hausse des droits de douane.
Ainsi Domingo Faustino Sarmiento, devenu président en dépit de toutes les manœuvres de son prédécesseur Bartolomé Mitre, présida-t-il aux destinées de la république d’Argentine de 1868 à 1874. Selon le biographe Allison Bunkley, sa présidence « marque l’avènement des classes moyennes et de la classe des propriétaires fonciers comme pivot du pouvoir dans le pays. L’ère du gaucho prit fin, et l’ère du commerçant et de l’éleveur commença ». Sarmiento s'attacha à instaurer les libertés fondamentales, et à assurer la sécurité civile et le progrès pour tous. Le séjour qu’il avait fait aux États-Unis, plus particulièrement entre 1865 et 1868, au titre d’ambassadeur d’Argentine, lui avait procuré nombre d’idées nouvelles sur la politique, la démocratie, et sur la structure de la société. Il note que la Nouvelle-Angleterre, spécifiquement la zone Boston-Cambridge, fut la source d’une grande part de ses influences, allant jusqu’à écrire dans un journal argentin que la Nouvelle-Angleterre était « le berceau de la république moderne, l’école de l’ensemble de l’Amérique ». Il décrivit Boston comme « la ville pionnière du monde moderne, la Sion des antiques Puritains… L’Europe entrevoit dans la Nouvelle-Angleterre la puissance appelée à la supplanter dans le futur ». Non seulement Sarmiento fit-il évoluer les idées politiques, mais opéra-t-il des changements structurels en faisant basculer l’Argentine d’une économie essentiellement agricole vers une économie tournée vers les villes et l’industrie.
L’historien David Rock souligne qu’une des principales réalisations politiques de Sarmiento, outre d’avoir mis un terme au caudillismo, concerne ses efforts pour promouvoir instruction publique. Comme le note cet historien, « entre 1868 et 1874, les subventions d’éducation de la part du gouvernement central à destination des provinces quadrupla ». Il fonda 800 établissements d’enseignement et institutions militaires, et ses améliorations du système scolaire permirent à 100 000 enfants de se faire scolariser. Il établit l’École navale, l’École militaire, l’École d’agronomie et de sylviculture dans les provinces de San Juan, Mendoza, Salta et Tucumán.
Son action, du reste, tendait à la modernisation de façon générale, par l’installation de 5 000 km de lignes télégraphiques à travers tout le pays pour améliorer les communications, par la modernisation du système postal et du réseau ferroviaire qu’il jugeait propices à l’intégration économique interrégionale et nationale, ainsi que par la construction d’une ligne ferroviaire destinée à acheminer les marchandises vers Buenos Aires dans le but de faciliter les échanges avec la Grande-Bretagne, laquelle ligne atteignit les 1 330 km vers la fin de son mandat présidentiel. En 1869, il effectua le premier recensement national en Argentine. Il ordonna une révision des codes militaire et de commerce, et sous sa présidence fut achevée la rédaction du code civil. À son instigation se tint à Córdoba l’Exposition nationale, consacrée aux ressources agricoles et équipements industriels. Il fut à l’origine de la Comptabilité nationale (Contaduría Nacional), du registre statistique, du journal officiel (Boletín Oficial), du premier service de tramways, du jardin zoologique et du jardin botanique. Toutes ces actions seront examinées plus avant dans les sections qui suivent.
Quoique Sarmiento soit aujourd’hui une figure respectée, bien connue historiquement, il n’était pas à son époque un président aimé. En effet, l’historien David Rock estime que « son gouvernement fut, globalement, décevant ». Sous sa présidence, l’Argentine mena une guerre impopulaire contre le Paraguay ; mais dans le même temps, le peuple lui tenait rancune de ne s’être point battu pour le détroit de Magellan contre le Chili. S’il accrut la productivité, il augmenta aussi les dépenses, ce qui se répercuta défavorablement sur sa popularité. L’éruption de la fièvre jaune à Buenos Aires et le risque de guerre civile fut imputée à l’arrivée massive d'immigrants européens. De plus, durant sa présidence, le pays continua d’être affecté par la rivalité persistante entre Buenos Aires et les provinces. Le fils adoptif de Sarmiento, Dominguito, fut tué dans la guerre contre le Paraguay ; Sarmiento en resta ulcéré, et donna l’impression de ne plus être le même.
En août 1873, Sarmiento fut la cible d’un attentat ― manqué ―, où deux frères anarchistes Italiens, aux gages du caudillo fédéraliste Ricardo López Jordán, firent feu sur son coche. Un an après, en 1874, il termina son mandat et se retira de la présidence, cédant la place à Nicolás Avellaneda, son ancien ministre de l’Instruction publique.

### Enseignement et culture
On s’accorde généralement à admettre que l’action politique de Sarmiento comme gouvernant tendait au premier chef à promouvoir l’enseignement public, encore que quelques historiens signalent qu’il attachait une importance au moins égale à l’extension des communications en Argentine. De toute manière, l’impulsion donnée à l’enseignement sous le ministère de Nicolás Avellaneda fut notable. Au moyen de la loi des Subventions de 1871 — qui imputait à l’instruction publique les patrimoines sans succession directe ainsi que le huitième de la vente de terres publiques —, l’on eut soin de garantir les fonds nécessaires à la création de nouvelles écoles et à l’acquisition de matériel scolaire et de livres. Sous le mandat de Sarmiento, et avec l’appui de l’autorité fédérale, les provinces fondèrent quelque 800 écoles primaires (« de premières lettres »), jusqu’à atteindre un total de 1 816 écoles, dont 27 % étaient privées ; la population scolaire augmenta de 30 000 à 110 000 élèves.

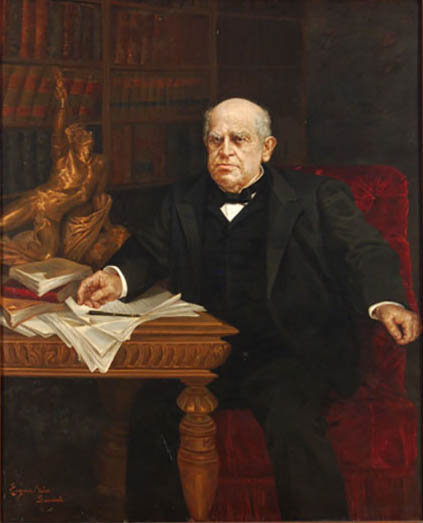
Portrait de Domingo Faustino Sarmiento par sa nièce Eugenia Belín (Musée historique Sarmiento, Buenos Aires.

Pour mettre sur pied un enseignement primaire en Argentine, Sarmiento fit venir des États-Unis 61 institutrices et créa les premières écoles normales, en prenant pour modèle l’École normale de Paraná, fondée en 1870. Il subventionna la première école pour sourds-muets, qui était privée. Poursuivant la politique de son prédécesseur, il fonda les Colegios Nacionales de La Rioja, de Santa Fe, de San Luis, de Jujuy, de Santiago del Estero, de Corrientes et de Rosario. À son instigation furent créées des écoles d’arboriculture et d’agronomie à San Juan, à Mendoza, et, plus tard, à San Miguel de Tucumán et à Salta.
Sarmiento fut à l’origine de la création et du développement de la Commission nationale des Bibliothèques populaires (en abrégé CONABIP), qui jusqu’à l’heure actuelle soutient et renforce les bibliothèques populaires au titre d’organisations de la société civile. Dans la capitale, il mit en place la Bibliothèque nationale des maîtres.
L’une de ses premières décisions fut d’organiser une Exposition d’arts et de produits nationaux, qui finit par se tenir en 1871 dans la ville de Córdoba. Lors de cet événement, qui passa tout d’abord pour une idée saugrenue mais qui devint néanmoins un grand succès, on s’appliqua à mettre en valeur les productions artisanales (tissus, cuirs, taillanderie, teinturerie) et agricoles locales, en provenance des différentes régions du pays. Pendant sa visite à l’exposition, Sarmiento se montra vêtu d’un manteau de vigogne fabriqué avec des fibres du pays, et se vit décerner une récompense pour avoir introduit l’osier en Argentine. Il encouragea l’importation massive de machines agricoles et industrielles. Une des retombées de cette exposition fut l’attention portée aux sciences fondamentales, souci qui présida en particulier à la création de l’Académie des sciences de Córdoba — dirigée par le botaniste allemand Hermann Burmeister — et de l’Observatoire national de Córdoba, avec à sa tête l’astronome nord-américain Benjamín Gould. Dans le sein de l’université nationale de Córdoba fut instituée la faculté des Sciences exactes et naturelles, destinée à préparer à la carrière d’ingénieur. À son initiative furent créées dans la région de Cuyo une chaire de minéralogie dans les Collèges nationaux de Catamarca et de San Juan, ébauche de la future École d’ingénieurs de San Juan, fondée en 1876.

### Fin de la Guerre de la Triple-Alliance
La Guerre de la Triple-Alliance contre le Paraguay avait éclaté sous la présidence de Bartolomé Mitre, qui avait commandé les forces alliées contre ce pays jusqu’à peu avant son départ de la présidence. À peine Sarmiento avait-il pris ses fonctions de président que se produisait la percée finale des troupes brésiliennes en direction d’Asunción, qui fut mise à sac par les Brésiliens. Nonobstant l’occupation de sa capitale, Francisco Solano López sut réunir à quelque distance de là une nouvelle armée. En réaction, un gouvernement provisoire fut institué à Asunción et placé sous l’égide de l’Argentine et du Brésil.
Une armée composée principalement de Brésiliens et commandée par eux, mais à laquelle un certain nombre d’Argentins s’étaient joints au début, se lança à la poursuite de López, lors de la dénommée campagne de la Cordillère ; après deux victoires sanglantes des alliés sur les Paraguayens, López parvint à s’esquiver en direction des confins nord du pays, où entreprirent de le traquer deux divisions brésiliennes, qui réussirent à le vaincre et à lui donner la mort dans le combat de Cerro Corá, le 1er mars 1870, ce qui du même coup mit fin à la guerre.
Le Paraguay en sortit dévasté : selon les sources, il est estimé qu’entre 50 et 90 % de la population du Paraguay périt pendant ce conflit, et le pays dut renoncer à tous les territoires qu’il disputait à ses voisins, à l’exception du Chaco Boreal. Mais pour l’Argentine aussi, la guerre représenta un coût considérable : au premier chef en vies humaines, puisque plus de 18 000 hommes argentins avaient laissé la vie dans cette guerre, auxquels peuvent s’ajouter les victimes du choléra, qui se chiffrent à plusieurs milliers, dont 15 000 pour la seule province de Buenos Aires. Mais la guerre eut en outre un énorme prix économique, attendu qu’en raison de ce conflit, l’Argentine se vit contrainte de s’endetter jusqu’à concurrence de 9 000 000 de livres sterling.
Durant la dernière année de guerre fut fondé le Collège militaire de la Nation, dont le premier directeur fut le Hongrois Juan F. Czetz. L’éventualité d’un conflit avec le Brésil, que laissaient entrevoir les discussions menées à l’issue de la guerre, portèrent Sarmiento à moderniser l’escadre militaire : à cet effet, il créa l’École navale militaire et renforça la flotte de guerre argentine par l’adjonction de plusieurs vaisseaux, donnant naissance ainsi à la première escadre fluviale argentine (dite Escuadra de Sarmiento) apte à opérer à un niveau comparable à celui des flottes de guerre du Brésil et du Chili.

### Les dernierscaudillosfédéralistes dans le Litoral

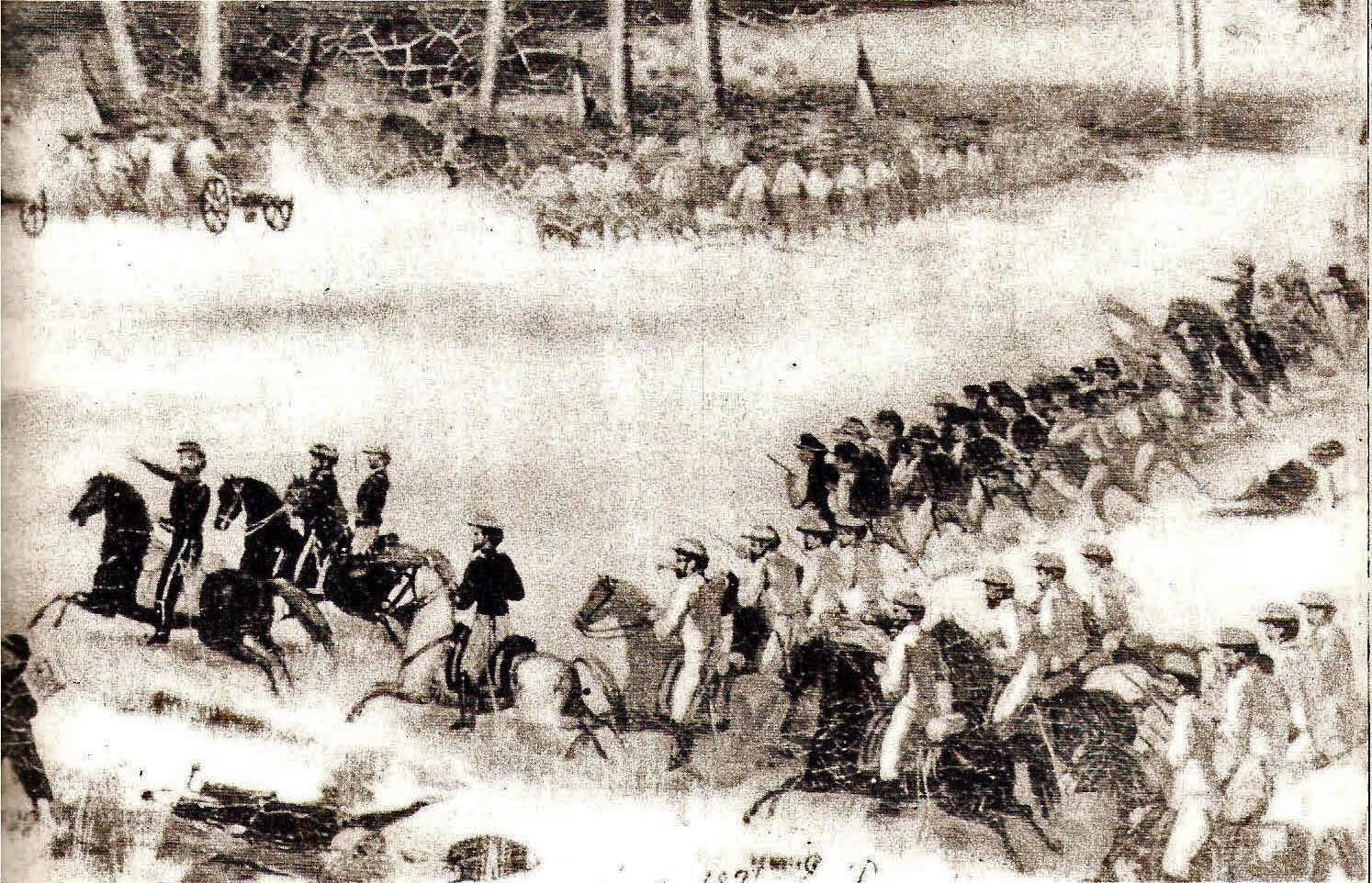
La bataille de Ñaembé.

Après la défaite de Felipe Varela, trois provinces restaient encore aux mains des fédéralistes. Dans la province de Córdoba, la pression militaire poussa le gouverneur fédéraliste Mateo Luque à la démission, et dans celle de Corrientes, une révolution libérale renversa le gouverneur fédéraliste en mai 1868 ; une tardive réaction fédéraliste fut écrasée par des troupes de l’armée nationale transférées depuis le front paraguayen pour se porter au secours d’un gouvernement de province issu d’un coup d’État.
Il ne restait plus alors que la province d'Entre Ríos, où Urquiza avait, à l’encontre des désirs de nombreux fédéralistes, cohabité pacifiquement avec le gouvernement national ; ainsi, début 1870, avait-il accueilli dans son manoir, le palais San José, le président de la république, à qui il avait ordonné de rendre les honneurs qui lui étaient dus. Peu après la fin de la guerre de la Triple-Alliance, le 11 avril 1870, le général Ricardo López Jordán déclencha une révolution, qui déboucha sur l’assassinat d’Urquiza par la main d’un nommé Simón Luengo, originaire de la province de Córdoba. López Jordán fut ensuite élu gouverneur par l’Assemblée législative d’Entre Ríos.
Le président Sarmiento dépêcha alors à Entre Ríos une armée composée de divisions ayant naguère combattu au Paraguay. Le gouverneur López Jordán interdit l’entrée desdites troupes dans sa province, mais le président Sarmiento se gaussa de cette prétention d’une province d’interdire l’entrée de troupes nationales. Lorsque le débarquement des troupes se produisit, López Jordán ordonna la mobilisation générale dans sa province, en réaction de quoi Sarmiento déclara la guerre à Entre Ríos, nonobstant que le Congrès national n’eût pas autorisé l’intervention fédérale contre cette province avant le mois d’août.
Quatre corps d’armée firent simultanément mouvement sur la province. Les troupes nationales, supérieures en armement et en discipline, s’emparèrent des villes, forçant López Jordán à se replier sur l’intérieur de la province, où les troupes d’Entre Ríos, dotées de meilleurs chevaux, purent tenir tête avantageusement. Voulant ouvrir un nouveau front, López Jordán envahit la province de Corrientes voisine, mais fut totalement défait le 26 janvier 1871 à la bataille de Ñaembé, et prit bientôt la fuite vers le Brésil. Le Parti fédéraliste d’Entre Ríos fut démantelé et les fédéralistes furent écartés de toutes les fonctions publiques, y compris des postes de curé et de maître d’école.
En mai 1873, López Jordán réussit à susciter une nouvelle insurrection dans sa province et à rallier à sa cause une troupe de 16 000 hommes, bien pourvue en artillerie et en infanterie. Sarmiento réagit en mettant à prix la tête de López Jordán — procédé qui fut répudié par le Congrès — et en décrétant l’intervention fédérale contre Entre Ríos. Trois corps d’armée occupèrent la province, sous le commandement supérieur du ministre de la Guerre, Martín de Gainza. Derechef, des combats eurent lieu dans toute la province, à l’issue desquels plusieurs officiers jordanistes seront fusillés ; à la suite d’une sanglante défaite en décembre, López Jordán s’en fut en Uruguay.
Le 22 août 1873, comme il se dirigeait vers la maison de Vélez Sarsfield à Buenos Aires, Sarmiento fut l’objet d’une tentative d’attentat ; lorsqu’il passa devant l’angle des actuelles avenues Corrientes et Maipú, une détonation ébranla la voiture dans laquelle il se déplaçait. Sarmiento ne s’en avisa pas, car il souffrait déjà d’une profonde surdité. Les auteurs étaient deux anarchistes italiens, les frères Francisco et Pedro Guerri, qui déclarèrent avoir été embauchés par des agents de López Jordán. L’attentat échoua parce que le tromblon explosa dans les mains de Francisco Guerri. Sarmiento sortit indemne de l’incident.

### Démographie et santé publique
Une des premières mesures prises par Sarmiento en tant que président de la République fut d’organiser le premier recensement national de l’histoire argentine. Cette enquête statistique, qui eut lieu en 1869, permit de chiffrer la population du pays à 1 836 490 habitants, nombre qui incluait les 6 276 membres de l’armée en territoire paraguayen, mais excluait, logiquement, la population indigène non assujettie à l’autorité de l’État argentin. La population totale était constituée à 8 % d’immigrants européens, était à 70 % rurale, et comprenait 71 % d’analphabètes.
Sous son mandat, les flux d’immigration connurent une forte hausse, par l’arrivée de quelque 280 000 immigrants, qui s’établirent principalement à Buenos Aires et dans une mesure moindre dans les colonies agricoles des provinces du Litoral.
L’augmentation abrupte de la population dans la capitale provoqua de graves difficultés sur le plan du logement et de l’hygiène : en 1871, une épidémie de fièvre jaune, probablement une conséquence de la guerre du Paraguay, occasionna la mort à Buenos Aires d’environ 14 000 personnes. Après que le gouvernement national au complet se fut enfui hors de la ville, la lutte contre l’épidémie dut être menée par une commission, qui notamment décida de la création du cimetière de la Chacarita. Les premiers réseaux d’eau courante et d’égouts de la ville furent construits dans les années suivantes.

### Action en faveur des sciences
Par sa promotion du progrès scientifique, par son action et son discours constants en faveur de l’enseignement en général, et par la création d’institutions scientifiques, Sarmiento apporta une importante contribution à la connaissance scientifique en Argentine.
La démarche de Sarmiento en vue de la diffusion des sciences occidentales dans un pays en marge du monde scientifique comme l’était alors l’Argentine consista à consolider un système scientifique national indépendant, tout en l’enrichissant des apports de la science européenne la plus moderne.
Tandis qu’il occupait la charge de ministre de l’Instruction publique de la province de Buenos Aires arrivait en Argentine le scientifique d’origine allemande Hermann Burmeister. Lorsque celui-ci était directeur du Musée de Buenos Aires, et en exécution d’une loi de 1869, Sarmiento lui donna mission de recruter vingt professeurs européens en vue d’assurer l’enseignement des sciences exactes et naturelles à l’université de Córdoba.
Les deux points de vue qui s’affrontaient alors au niveau mondial dans le domaine des sciences naturelles étaient représentées en Argentine d’une part par Florentino Ameghino, appartenant au camp évolutionniste, et d’autre part par Burmeister, partisan du créationnisme. Sarmiento, nonobstant que Burmeister fût un scientifique consacré en Europe, n’hésita pas à se ranger aux idées d'Ameghino, de qui il dira en 1881: « Un paysan de Mercedes, Florentino Ameghino, que personne ne connaît et qui est le seul savant argentin (…) que l’Europe reconnaît ».
Pendant sa mission comme représentant de l’Argentine aux États-Unis, il obtint que l’astronome Benjamin Apthorp Gould acceptât de faire le voyage pour l’Argentine afin d’y créer un observatoire astronomique. Lorsque Gould arriva en Argentine, Sarmiento était déjà président et avait entre-temps fondé l’Observatoire astronomique de Córdoba, qui vers cette époque commençait à acquérir une réputation internationale. En outre, l’on doit également à Sarmiento et à Gould le lancement des études météorologiques en Argentine, par le biais de la création en 1872 de l’Office météorologique national, lequel opéra jusqu’en 1884 à Córdoba, avant d'être transféré vers Buenos Aires.
Il fut un admirateur déclaré du savant paléontologue, naturaliste et épidémiologiste Francisco Javier Muñiz et se fit même le compilateur de ses travaux de paléontologie argentine en 1885.

### Transports et communications
Dans le domaine des transports, Sarmiento eut, en tant que président de la république argentine, comme l’un de ses principaux objectifs l’aménagement d’un chemin de fer transandin unissant l’océan Atlantique avec le Pacifique. Dans ce but, on entreprit de construire le tronçon reliant Villa María à Río Cuarto, de même que le tronçon de Córdoba jusqu’à Tucumán, puis deux courts tronçons entre Concordia (Entre Ríos) et Mercedes (Corrientes), et entre Buenos Aires et Campana. Le réseau ferroviaire passa de 573 kilomètres en 1868 à 1 331 km en 1874.
Durant son mandat présidentiel, on installa quelque 5 000 km de lignes télégraphiques, sous l’impulsion du président et de son ministre Dalmacio Vélez Sarsfield ; dans son message adressé au Congrès en 1873, il fut fondé à affirmer que « la ligne des télégraphes a été complétée et parcourt toute la République ». Le 5 août 1874, pendant l’épilogue de sa période présidentielle, Sarmiento inaugura la première liaison télégraphique avec l’Europe. Il décréta que le jour de l’inauguration de ce câble télégraphique, qui selon ses paroles était destiné à faire de tous les peuples « une seule famille et un seul quartier », serait jour férié national. À la cérémonie d’inauguration était également présent l’ancien ministre Vélez Sarsfield, que Sarmiento crédita lors de la cérémonie de « l’honneur exclusif de l’idée hardie et de la rapide exécution du réseau télégraphique, qui contribue à apporter la paix à la République et le bien-être à ses enfants ».
Plusieurs ports furent créés, tels que celui de Zárate et de San Pedro (Buenos Aires). On projeta un port moderne à Buenos Aires, en vue de la réalisation duquel le pays contracta des dettes à hauteur de 30 millions de pesos, somme qui fut cependant mal employée dans une série de travaux mineurs.
En 1873 fut fondée la Banque nationale (distincte de l’actuelle Banque de la Nation argentine), qui se mit à prêter de l’argent à faible taux d'intérêt ou à des débiteurs insolvables. La dette publique, dont les prémisses remontaient à la guerre de la Triple-Alliance, atteignit bientôt des niveaux insoutenables, encore que la crise économique subséquente ne devait éclater que sous le mandat de son successeur Nicolás Avellaneda.

### Politique étrangère
Dans la première partie de son mandat, le chancelier (c’est-à-dire le ministre argentin des Affaires étrangères) Mariano Varela ambitionna de mener concernant l’avenir du Paraguay une politique idéaliste ; en fait, sa célèbre phrase « la victoire ne crée pas de droits » s’inscrivait dans une tentative de juguler les ambitions expansionnistes du Brésil. La réponse du Brésil consista à tourner à son propre avantage cette même politique en incitant le gouvernement paraguayen à protester contre l’occupation par l’Argentine de Villa Occidental, sise en face d’Asuncion. Quand l’ambassadeur du Brésil au Paraguay eut forcé un remaniement au sein du gouvernement du Paraguay, le président Sarmiento remplaça Varela par Carlos Tejedor.
En 1872, le Brésil signa un traité frontalier avec le Paraguay, par lequel il s’adjugeait la totalité du territoire en litige, et soutint dans la suite le Paraguay contre les revendications argentines. Tejedor engagea alors une vigoureuse campagne pour résoudre le plus vite possible les différends, ce qui entraîna une tension croissante avec le Brésil.
Les relations de l’Argentine avec le Chili étaient affectées par la controverse autour des droits de ces deux pays sur la Patagonie. En 1874, il fut convenu de faire appel à l’arbitrage du roi de Grande-Bretagne pour régler le contentieux entre les deux États.

## Dernières années

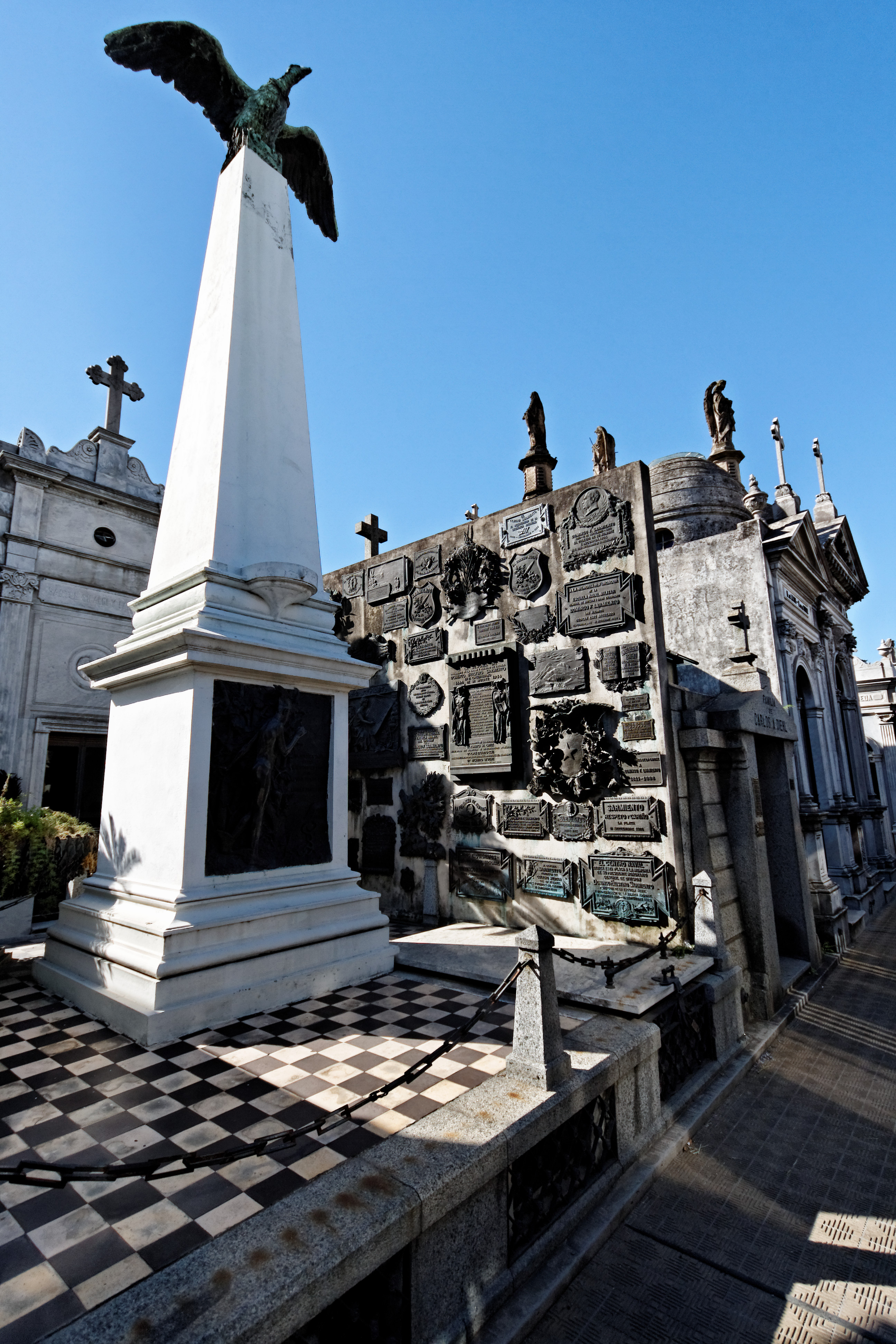
Mausolée de Sarmiento dans le cimetière de Recoleta.

En 1875, au terme de son mandat présidentiel, Sarmiento devint directeur général des écoles de la province de Buenos Aires, et la même année, sénateur pour San Juan, poste qu’il occupa jusqu’à 1879. Cette même année 1879, il accepta la charge de premier ministre, mais remit bientôt sa démission, à la suite d’un conflit avec le gouverneur de Buenos Aires, Carlos Tejedor. Il assuma alors la fonction de surintendent général des écoles au service du ministère de l’Éducation nationale sous le président Roca et fit paraître El Monitor de la Educación Común, qui constitue la référence fondamentale en matière d’instruction publique en Argentine. En 1882, Sarmiento réussit à faire sanctionner la loi sur l’instruction gratuite prévoyant que la scolarité fût gratuite, obligatoire et affranchie des écoles religieuses.
En mai 1888, Sarmiento quitta l’Argentine pour le Paraguay. Il était accompagné de sa compagne Aurelia Vélez et de sa fille Ana. Il fut foudroyé d’une crise cardiaque à Asuncion le 11 septembre 1888, et inhumé à Buenos Aires. Son tombeau au cimetière de la Recoleta se trouve au pied d’une sculpture, représentant un condor sur une stèle, dessinée par lui-même et exécutée par le sculpteur Victor de Pol. Pedro II de Alcântara, empereur du Brésil et grand admirateur de Sarmiento, envoya pour le cortège funèbre une couronne de fleurs verte et or ornée d’un message écrit en espagnol rappelant les moments forts de sa vie : « Civilisation et Barbarie, Passage du Tonelero, Bataille de Caseros, Petrópolis, Instruction publique. Souvenir et hommage de la part de Pedro de Alcântara ».

## Pensée politique
Sarmiento s’est signalé au premier chef par ses efforts de modernisation du pays et par les améliorations qu’il apporta dans le système scolaire. Il croyait profondément à la démocratie et au libéralisme européen, mais était néanmoins vu la plupart du temps comme un romantique. Sarmiento était très versé dans la philosophie occidentale, y compris les ouvrages de Karl Marx et de John Stuart Mill. Ce qui le fascinait particulièrement étaient les libertés octroyées aux citoyens vivant aux États-Unis, et dont il avait été témoin en sa fonction de représentant du gouvernement péruvien. Toutefois, il n’était pas sans voir aussi les écueils de la liberté, dénonçant par exemple les événements survenus dans le sillage de la Révolution française, qu’il comparait à la révolution de Mai de l’Argentine elle-même. Il pensait que la liberté pouvait se muer en anarchie et, par là, à la guerre civile, ce qui s'est produit en France comme en Argentine ; si bien que lorsque Sarmiento usait du terme de liberté, c’était davantage en référence à une conception laissez-fairiste de l’économie et à la liberté religieuse. Bien qu’il fût catholique lui-même, il se persuada de la nécessité de séparer Église et État, sur le modèle des États-Unis. Il croyait qu’il devait y avoir plus de liberté religieuse, et moins d’allégiance religieuse, dans les écoles. C’était un des aspects, parmi beaucoup d’autres, par lesquels il entendait faire se rapprocher Amérique du Sud et du Nord.
Sarmiento pensait que les besoins matériels et sociaux du peuple devaient être satisfaits, mais au prix de l’ordre et de la bienséance. Il accordait une grande importance au droit et à la participation des citoyens. À ses yeux, ces idées s’incarnaient le mieux dans la Rome antique et dans les États-Unis, qu’il voyait comme présentant des caractéristiques similaires. Afin de civiliser la société argentine et la rendre égale à celle de Rome ou des États-Unis, il fallait, selon Sarmiento, éliminer les caudillos ou le système latifundiaire, et créer de multiples colonies agricoles exploitées par des immigrants européens.
Issu d’une famille d’écrivains, d’orateurs et de cléricaux, Domingo Sarmiento attachait un grand prix à l’instruction et à l’étude. Il ouvrit un grand nombre d’écoles, notamment la première école normale d’Amérique latine, à Santiago, en 1842 : La Escuela Normal de Preceptores de Chile. Il poursuivit sur cette voie en ouvrant 18 autres écoles encore, et fit venir des enseignants, souvent des institutrices originaires des États-Unis, en Argentine pour instruire les candidats enseignants sur la manière efficace d’enseigner. Sarmiento croyait que l’instruction était la clef du bonheur et du succès, et qu’un pays ne pouvait être démocratique s’il n’était point scolarisé. « Nous devons donner de l’instruction à nos dirigeants », disait-il. « Un peuple ignorant sera toujours conduit à choisir Rosas. »

## Publications

### Œuvres majeures
Facundo - Civilización y Barbarie - Vida de Juan Facundo Quiroga, rédigé lors de son long exil au Chili, est l’œuvre la plus célèbre de Sarmiento. Il parut d’abord en plusieurs livraisons dans le journal chilien El Progreso en 1845, puis fut publié en volume en 1851. Du vivant de son auteur, le livre parut en traduction intégrale et en volume, en langues française (1853), anglaise (1868) et italienne (1881) ; mais, le public français revêtant apparemment pour Sarmiento une importance particulière, les Français purent dès 1846, et ensuite dans une deuxième série en 1852, lire des parties commentées dans la Revue des deux Mondes, et quelques chapitres parurent en outre en 1850 et 1851 à Paris. Quelques extraits du livre furent traduits en langue allemande dès 1848, dans une brochure pour immigrants.
Au moyen d’anecdotes et de références au général caudillo Juan Facundo Quiroga, Facundo fait l’apologie de la civilisation et de l’influence européenne sur la culture argentine. Dans ce livre, qui se veut un appel au progrès, Sarmiento analyse la personnalité du peuple argentin, en y mêlant ses idées et ses critiques vis-à-vis de Juan Manuel de Rosas, qui fut gouverneur de Buenos Aires de 1829 à 1832, puis de nouveau à partir de 1835, à la suite des remous provoqués par la mort de Facundo, jusqu’en 1852. Sarmiento se plaisait à affirmer que ce livre avait contribué à faire comprendre au lecteur européen le sens des luttes politiques en Argentine et qu’il était souvent cité dans les publications européennes. Sarmiento, considérablement assisté dans sa tâche par une série d’autres personnes, associe à ses propres souvenirs un ensemble de citations, de témoignages et de dossiers d’autres historiens et des compagnons de Facundo Quiroga. Le Facundo, en fixant l’attention sur le contraste des différents modes de vie en Amérique latine, sur la lutte pour le progrès avec préservation concomitante de la tradition, ainsi que sur le traitement moral que font subir à la population les gouvernants et les régimes politiques, garde une grande part de sa pertinence jusqu’à notre époque contemporaine.
Recuerdos de Provincia (Souvenirs de Province, 1850). Dans cette deuxième autobiographie, Sarmiento s’efforce de rendre compte plus précisément de ses liens familiaux et de ses liens personnels avec le passé, prenant le parti dans cet ouvrage, contrairement à Mi defensa, d’éclairer plus avant les rapports qui le relient lui-même avec San Juan et avec son héritage argentin. Sarmiento y parle du fait de grandir dans l’Argentine rurale, avec ses visions rudimentaires et la frugalité de son mode de vie. De façon analogue à Facundo, Sarmiento fait appel, pour l’assister pendant la rédaction du livre, à des dossiers antérieurement montés contre lui par ses détracteurs, et c’est sur cette base, ainsi qu’à partir de sa propre mémoire, que Sarmiento entreprend de construire son autobiographie. Cette méthode est d’une grande force persuasive : les allégations faites à son encontre, qu’elles soient véridiques ou fausses, lui servent de prémisses à l’écriture de Recuerdos, en ce sens qu’elles le mettent en situation, s’il y a lieu, d'objecter et de tendre, en rectifiant ces informations, vers un exposé autobiographique vrai.

### Autres ouvrages
Sarmiento était un auteur prolifique, et ce qui suit n’est qu’une sélection parmi le reste de ses œuvres :
- Mi defensa (1843). Dans ce livre, qui est sa première autobiographie, Sarmiento adopte la forme du pamphlet, mais en se dépeignant sous les traits d’un individu détaché, et dédaignant, voire stigmatisant, les attaches qui le reliaient à d’autres personnes ou groupes de personnes, qui pourtant avaient assurément été importants dans sa vie. Il est significatif à cet égard que Sarmiento omet de donner sur sa fille illégitime Ana la moindre information substantielle, a fortiori de la reconnaître ― omission qui fut propre à le discréditer comme père respecté de la patrie argentine[115].
- Viajes por Europa, África, América (1849). C’est le récit des divers voyages qu’il avait entrepris à titre de représentant du gouvernement péruvien afin de se renseigner sur les systèmes scolaires dans le monde, et le recueil des observations qu’il fit à cette occasion[115].
- Argirópolis, 1850. Description d’une ville future utopique dans les États du Río de la Plata[116].
- Comentarios sobre la constitución (1852). Ce livre est l’exposé officiel de la pensée politique de Sarmiento, pensée favorable à la « civilisation », à l’« européanisation » et à la « nord-américanisation » de l’Argentine. Sont inclus dans cet ouvrage des dossiers, articles, allocutions et diverses informations en rapport avec la constitution alors en gestation[117].
- Informes sobre educación (1856). Ce rapport, le premier rapport statistique officiel sur l’enseignement scolaire en Amérique latine, comprend des informations sur le sexe et la distribution géographique des élèves, sur les salaires et traitements, et des résultats comparatifs. Informes sobre educación propose de nouvelles théories, des programmes d’enseignement nouveaux et de nouvelles méthodes pédagogiques, ainsi que la mise en place d’un contrôle de qualité des écoles et des systèmes d’apprentissage[116].
- Las Escuelas, base de la prosperidad y de la república en los Estados Unidos (1864). Cet ouvrage, conjointement avec les deux précédents, avaient pour but de persuader l’Amérique latine et les Argentins des bienfaits des systèmes scolaire, économique et politique des États-Unis, dont Sarmiento préconisait l’introduction en Argentine[115].
- Conflictos y armonias de las razas en America (1883), porte sur les questions raciales en Amérique latine à la fin du XIXe. Bien que les situations évoquées dans le livre soient spécifiques à l’époque et au lieu concernés, le livre garde toute son actualité, les questions raciales et conflits de race ayant en effet toujours cours aujourd’hui[118].
- Vida de Dominguito (1886) est une biographie de Dominguito, le fils adoptif de Sarmiento, le seul de ses enfants qu’il eût toujours accepté. Beaucoup des notes utilisées par Sarmiento pour composer Vida de Dominguito avaient été rédigées vingt ans auparavant, durant un de ses séjours à Washington[118]. Le film Su mejor alumno sorti en 1944 a son scénario basé sur cet ouvrage.
- Educar al soberano est un recueil de lettres écrites entre 1870 et 1886 et traitant de sujets tels que l’amélioration de l’enseignement, la proposition et la promotion de nouvelles réformes touchant les établissements secondaires, les parcs, les terrains de sport et les écoles spécialisées. Ce recueil eut un succès bien plus important que Ortografía, Instrucción Publica et reçut une approbation plus grande de la part du public[116].
- El camino de Lacio eut des conséquences pour l’Argentine, puisqu’il y est fait une analogie entre l’histoire de l’Argentine et celle du Latium et de l’Empire romain, incitant par là de nombreux Italiens à immigrer[117].
- La publication Inmigración y colonización entraîna une immigration massive d’Européens vers l’Argentine, principalement dans les zones urbanisées, immigration dont Sarmiento se promettait qu’elle concourrait à « civiliser » le pays, aux dépens des gauchos barbares et des provinces rurales. La répercussion de cet ouvrage sur la politique de l’Argentine fut considérable, dans la mesure où une grande part des tensions sociales dans ce pays reposait justement sur l’opposition entre provinces rurales et villes. En plus d’accroître les effectifs de population des villes, ces immigrants européens eurent un effet sur la culture argentine au sens large, par l’apport d’une culture considérée par Sarmiento comme plus civilisée, capable de rapprocher la culture argentine de celle de l’Amérique du Nord[115].
- Ortografía, Instrucción Publica est le produit de la passion de Sarmiento pour l’amélioration de l’enseignement. Sarmiento, après s'être penché sur l’illettrisme des jeunes, propose, à l’intention du système scolaire public, une méthode propre à simplifier la lecture et l’orthographe, mais qui ne fut jamais mise en œuvre[117] (tout en inspirant cependant en partie la réforme orthographique chilienne de 1844).
- Práctica Constitucional est un ouvrage en trois volumes qui, après avoir décrit les méthodes politiques alors en vigueur, en propose ensuite de nouvelles[117].
- Educación popular, Buenos Aires, UNIPE Editorial, coll. « Ideas en la educación argentina », 2011, 321 p. (ISBN 978-987-26468-6-8, lire en ligne) (recueil de textes de Sarmiento, choisis et présentés par Juan Carlos Tedesco et Ivana Zacarías).

## Aspects controversés et note critique

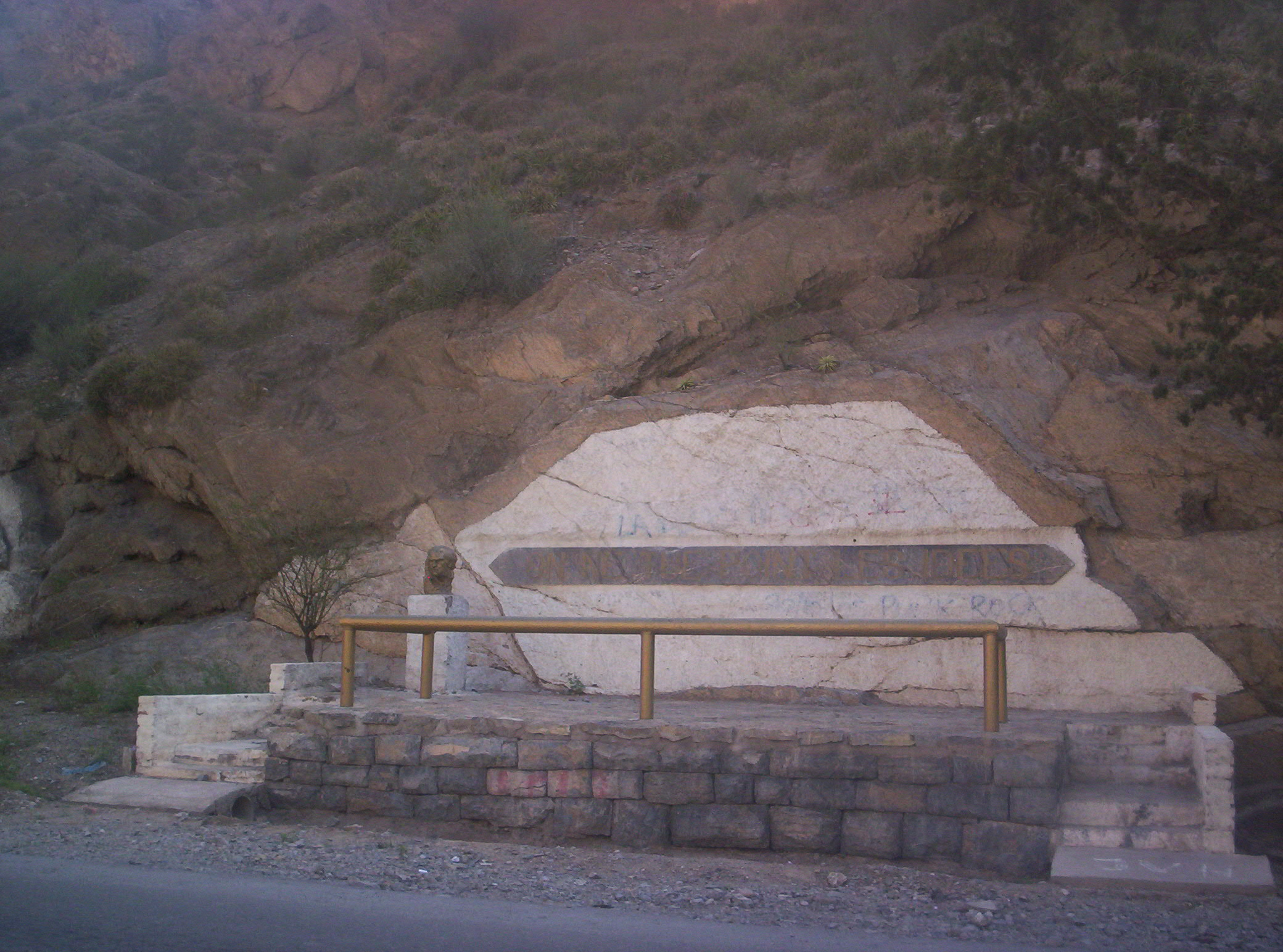
Monument à Sarmiento dans la Sierra Chica de Zonda, dans la province de San Juan, portant l’inscription On ne tue point les idées, phrase que grava Sarmiento lors de son départ en exil vers le Chili.

La figure de Sarmiento ne laisse de faire l’objet de controverses. Les nombreux écrits et articles par lui rédigés au long de plus de cinq décennies, dont la dernière compilation (par l’Université nationale de la Matanza, province de Buenos Aires, 2001) totalise cinquante-trois tomes, soit plus de quinze mille pages, contiennent des passages qui se contredisent mutuellement et quelques autres d’une grande violence verbale.
L’ardeur de Sarmiento à développer son pays avait pour revers la cruauté avec laquelle les troupes nationales placées sous ses ordres réprimaient les rébellions des derniers caudillos (e.a. par l’assassinat du general Ángel Vicente Peñaloza) et les recrutements forcés de gauchos pour combattre les populations indigènes.
Fut critiquée également sa prise de position sur la question de la Patagonie, où il tend à mettre en doute la souveraineté argentine sur ladite région :

« J’ai contribué par mes écrits, et en conseillant avec insistance le gouvernement chilien, à ce que celui-ci fasse ce pas (…). Le gouvernement argentin, trompé par une fausse gloire, suscite une question oiseuse qui ne mérite pas que l’on échange deux notes à son propos. Pour Buenos Aires, cette possession est inutile. Le détroit de Magellan appartient au Chili, et peut-être même toute la Patagonie… Je n’aurai garde, à la suite de mes démonstrations, comme s’enhardit à le faire le gouvernement de Buenos Aires, d'appuyer, ni même de seulement mentionner, ses droits. Il ne leur reste pas même l’ombre ou le prétexte d’une controverse. »

« C’est une terre désertique, glaciale et inutile. Elle ne vaut pas qu’on gaspille un baril de poudre pour la défendre. Pourquoi s’obstiner à poursuivre plus longtemps une occupation nominale? »

Ce nonobstant, dans une lettre du 15 février 1881, un mois après l’entrée des troupes chiliennes dans Lima, il conseilla à José Manuel Balmaceda :

« Il m’a fallu attendre, avant de te répondre, qu'ait cessé la rumeur des batailles, que les acteurs aient raconté toutes les scènes du grand drame, pour vous donner mon opinion sur la politique que doit suivre le Chili après sa grande victoire dans le Pacifique : s’interdire l’entrée dans l’Atlantique et avoir le courage de ne pas obtenir raison dans le détroit de Magellan ni en Patagonie, sous peine de constituer un État depuis le Tarapacá jusqu’à Santa Cruz, long de mille cinq cents lieues, sans largeur appréciable, trois républiques et deux mers à surveiller. »

Son attitude vis-à-vis des indigènes :

« Parviendrons-nous à exterminer les Indiens ? J’éprouve pour les sauvages d’Amérique une invincible répugnance, sans pouvoir y remédier. Cette canaille n’est autre chose que quelques Indiens répugnants que je donnerais l’ordre de pendre s’ils réapparaissaient aujourd’hui. Lautaro et Caupolicán sont des Indiens pouilleux, car ils le sont tous. Incapables de progrès, leur extermination est providentielle et utile, sublime et grande. Il y a lieu de les exterminer, sans pardonner même au petit, lequel possède déjà la haine instinctive contre l’homme civilisé. »

Il fait part de ses idées sur le gaucho dans une lettre qu’il adressa à Mitre en 1861 :

« Ne t’efforces pas d’économiser le sang des gauchos. Cela est un engrais qu’il est nécessaire de rendre utile au pays. Le sang est la seule chose d’humain qu’ils ont. »

Ses propos assez crus sur les provinces arriérées de l’intérieur de l’Argentine :

« Ce sont de pauvres satellites, qui, pour applaudir, attendent de savoir qui a triomphé. La Rioja, Santiago del Estero et San Luis sont des loques politiques, des provinces qui n’ont ni ville, ni hommes, ni rien qui vaille. Ce sont les entités les plus pauvres qui existent sur terre. »

Lui sont également attribuées des affirmations telles que :

« Les élections de 1857 furent les plus libres et les plus ordonnées qu’ait connues l’Amérique ». »

« Pour les remporter, notre mode opératoire a consisté en audace et en terreur, lesquelles, employées habilement, ont donné ce résultat » (aux élections du 29 mars). Les gauchos qui se refusaient à voter pour nos candidats furent mis aux ceps ou envoyés aux frontières avec les Indiens et eurent leurs fermes incendiées. Des bandes de soldats armés parcouraient les rues donnant des coups de couteau aux opposants et les pourchassant. La terreur que nous avions semé parmi tous ces gens fut telle que le 29, nous triomphâmes sans opposition. La peur est une maladie endémique de ce peuple. C’est elle la barre avec laquelle on gouvernera toujours les Portègnes, qui sont des niais, des vaniteux et des idiots. »

Sa critique de Rosas :

« Le premier acte administratif de Rosas fut de retirer aux écoles d’hommes et de femmes de Buenos Aires les subventions dont il les trouva dotées par l’État ; il en agit de même avec les professeurs de l’Université, n’ayant pas honte de consigner dans ses messages le fait que ces vénérables citoyens continuaient d’enseigner par patriotisme et sans aucune rémunération. Les ravages causés à la République argentine par ce coquin stupide ne pourront se réparer en un demi-siècle ; car non seulement il égorgea ou contraignit à s’expatrier les hommes éclairés que comptait le pays, mais encore il ferma les portes des maisons d’instruction, parce qu’il a l’odorat fin et sait que les lumières ne sont pas l’appui le plus sûr des tyrans. »

Antisémitisme :

« …Le peuple juif. Dispersé sur toute la terre, à exercer l’usure et à accumuler des millions, rejetant la patrie dans laquelle il naît et meurt, au bénéfice d’une patrie idéale que baigne chichement le Jourdain, et à laquelle il ne pense pas retourner jamais. Ce songe, qui se perpétue depuis vingt ou trente siècles, car provenant de l’origine même de la race, continue jusqu’à aujourd’hui à perturber l’économie des sociétés dans lesquelles ils vivent, mais dont ils ne font pas partie. Et en ce moment même, dans la Russie barbare comme dans la Prusse illustre, s’élève le cri de répulsion contre ce peuple, qui se croit élu mais est dépourvu de sentiment humain, d’amour du prochain, d’attache à la terre, du culte de l’héroïsme, de vertu, des hauts faits où que ceux-ci se produisent. »

### Note critique
Son contemporain Juan Bautista Alberdi dira de lui :

« Il déteste le sang quand ce n’est pas lui qui le verse ; il a horreur des coups d’État quand ce n’est pas lui-même qui les commet. On ne tue pas les idées, dit-il ― quand ce sont les siennes ; mais c’est un Troppmann pour les idées des autres. La liberté de la presse fait figure d'idole, à condition de ne pas en user pour critiquer ses livres, car en ce cas elle dégénère en crime de lèse-patrie. »

Dans une émission télévisée, le 6 mai 2010, à l’occasion de la célébration du 200e anniversaire de la révolution de Mai et de la naissance de l’Argentine en tant qu’État national, José Pablo Feinmann s’est exprimé (oralement) comme suit à propos de l’héritage du Facundo :

« Facundo de Sarmiento a ceci d’exceptionnel qu’il s’agit d’un livre avec l’idéologie du conquérant, mais écrit par un homme de l’élite du pays colonisé. La question est que ce qui est développé, c’est la civilisation occidentale. La civilisation occidentale doit occuper le monde. Parce que, en occupant le monde, il le civilise, le fait entrer dans la voie du progrès, de la culture. Et voilà le pouvoir occidental faisant son entrée… par exemple : les Anglais en Chine, les Anglais en Inde, les Anglais en Irlande – surtout les Anglais… l’Angleterre en effet fut la grande puissance, qui façonna presque tous les pays du XIXe siècle ― mais aussi les Français en Algérie, avec un général Bugeaud, qui fait sa présentation en Algérie en brûlant vifs cinq cents Algériens pour montrer comment fonctionnait la rationalité française lorsqu’on s’opposait à elle.
Alors, ce que fait Sarmiento, c’est d’incorporer ce concept de civilisation. Là où entre l’Europa, entre la civilisation. Nous autres, hommes de Buenos Aires, les hommes cultivés, les hommes qui se sont formés par les idées européennes, sommes la civilisation. Par opposition, les gauchos, les hommes des campagnes, les hommes qui ne connaissent pas les idées européennes, sont la barbarie.
Qu’est-ce que la Barbarie ? La barbarie, c’est l’autre. La barbarie, c’est ce qui est inintégrable à la civilisation. (…) L’antagonisme entre Civilisation et Barbarie n'a jamais été résolue dans l’histoire de l’Argentine. Il a été posé par Sarmiento dans son Facundo, et n'arrive pas à etre résolu. Il n’est toujours pas levé aujourd’hui. (…) Aujourd’hui, c’est l’opulente ville de Buenos Aires qui se suppose être la civilisation, tandis que toute la banlieue est considérée comme barbare. À Paris également, où l’on craint l’invasion des expulsés du système : les musulmans qui n’ont pas de travail et qui, à certaine occasion, ont incendié Paris… (…) Ainsi donc, le livre de Sarmiento se nomme Civilisation et Barbarie ― deux concepts totalement antinomiques, autant qu’il se peut. Une chose est la Civilisation, c'est-à-dire : la culture, c’est la rationalité, les idées, c’est le progrès, c’est ce qu’on appelle « le train du progrès » ; une autre chose est la Barbarie, qui est la campagne, qui est l’arriération, qui est les vieilles coutumes du Fédéralisme précapitaliste (…). Et la Barbarie, il faut la combattre, il faut la liquider, il faut la vaincre. Il n’y a pas de compréhension pour la Barbarie. Il n’y a pas d'arrangement possible avec la Barbarie. Au XIXe siècle, Sarmiento fait la connaissance du général Bugeaud en Algérie. Et le général Bugeaud lui dit : « la Barbarie doit être combattue par la Barbarie ». Et Sarmiento lui prête attention. »

## Hommages et statut

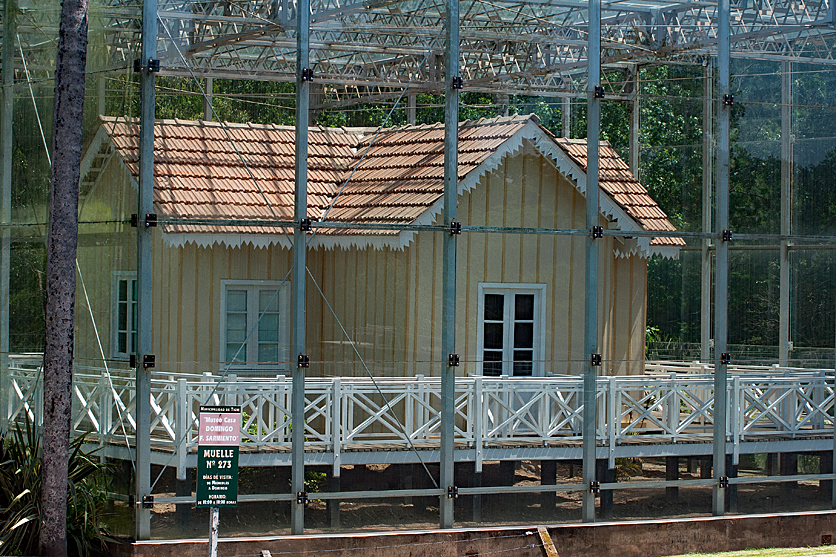
Maisonnette de vacances de Sarmiento sise sur le delta du Parana et aménagée en musée.

Le statut dont jouit Domingo Faustino Sarmiento trouve sans doute son illustration la plus frappante dans le fait que lors de la Conférence interaméricaine sur l’enseignement, tenue en 1943 à Panama, la Journée latino-américaine de l’enseignement a été fixée en son honneur au 11 septembre. Il continue jusqu’à aujourd’hui à passer pour le maître d’école de l’Amérique latine. À son époque, il ouvrit d’innombrables écoles, mit en place des bibliothèques publiques et gratuites, ouvrit le pays à l’immigration, et œuvra en faveur d’une Union des pays de la Plata.
Son influence ne s’est pas seulement exercée dans le monde scolaire, mais aussi sur la structure politique et sociale de l’Argentine. Ses idées sont désormais révérées comme innovantes, alors qu’elles ne furent que difficilement acceptées en leur temps. S’étant construit lui-même, il croyait donc à l’épanouissement sociologique et économique de l’Amérique latine ― ce que le peuple argentin lui-même eut toutefois du mal à reconnaître, constatant que le bond fait par le niveau de vie s’accompagnait de prix élevés, de hauts salaires et d’une accroissement de la dette nationale.
Une statue en honneur de Sarmiento, de l'artiste Yvette Compagnon, érigée en 1973, se dresse à Boston sur l’avenue du Commonwealth (Commonwealth Avenue Mall), entre Gloucester street et Hereford street, et dans la ville de Rosario, en Argentine, existe une Plaza Sarmiento. Une des dernières œuvres de Rodin, actuellement à Buenos Aires, est une sculpture représentant Sarmiento.
Les billets de banque de 50 pesos argentins portent l'effigie de Sarmiento.
Le Club Atlético Sarmiento porte son nom.